# Руда-Черник
Руда-Черник (пол. Ruda-Czernik) — село в Польщі, у гміні Страхувка Воломінського повіту Мазовецького воєводства.
Населення — 28 осіб (2011).
У 1975-1998 роках село належало до Седлецького воєводства.

## Демографія
Демографічна структура станом на 31 березня 2011 року:
|          | Загалом | Допрацездатний вік | Працездатний вік | Постпрацездатний вік |
| -------- | ------- | ------------------ | ---------------- | -------------------- |
| Чоловіки | 19      | 2                  | 8                | 9                    |
| Жінки    | 9       | 0                  | 5                | 4                    |
| Разом    | 28      | 2                  | 13               | 13                   |